# Topografski vrh
 Za druge pome glejte Vrh (razločitev).
Topografski vrh (tudi kota) je v topografiji najvišja točka vzpetine z neko določeno topografsko prominenco. Poznamo stožčaste, oble in glavnate topografske vrhove.